# Дженнари, Алессия
Алессия Дженнари (итал. Alessia Gennari; род. 3 ноября 1991, Парма, Италия) — итальянская волейболистка, нападающая-доигровщица. Чемпионка Европы 2021.

## Биография
Волейбольная карьера Дженнари начаолась в 2005 году в молодёжной команде «Андерлини» из Сассуоло. В 2006 перешла в команду из этого же города, выступавшую в серии А1 чемпионата Италии. Выступала за молодёжный состав, но с 2007 привлекалась и в основу. С 2008 играла за команды из Кадельбоско, Павии, Пьяченцы, Кьери, Казальмаджоре, Бергамо, Бусто-Арсицио. В 2021 заключила контракт с «Веро Воллей» из Монцы. В 2015 в составе «Поми» (Казальмаджоре) стала чемпионкой Италии. В 2016, выступая за «Фоппапедретти» (Бергамо), выигрывала Кубок страны. В 2019 в составе команды «Унет-Ямамай» (Бусто-Арсицио) победила в розыгрыше Кубка Европейской конфедерации волейбола.
В 2007 Дженнари выступала за юниорскую сборную Италии на чемпионатах мира и Европы среди девушек. В национальной сборной Италии дебютировала в 2012 году. В её составе принимала участие в Олимпийских играх 2016, в 2013 выиграла «золото» Средиземноморских играх, а в 2021 — «золото» чемпионата Европы.

### Клубная карьера
- 2007—2008 —  «Сассуоло»;
- 2008—2011 —  «Кровельи» (Кадельбоско-ди-Сопра);
- 2011—2012 —  «Ризо Скотти» (Павия);
- 2012—2013 —  «Ребекки-Нордмекканика» (Пьяченца);
- 2013 —  «Кьери»;
- 2013—2015 —  «Поми» (Казальмаджоре);
- 2015—2017 —  «Фоппапедретти» (Бергамо);
- 2017—2021 —  «Унет-Ямамай» (Бусто-Арсицио);
- 2021—2022 —  «Веро Воллей» (Монца);
- 2022—2024 —  «Имоко Воллей» (Конельяно);
- 2024—2025 —  «Остин» (Остин) — LOVB (League One Volleyball);
- с 2025 —  «Унет-Ямамай» (Бусто-Арсицио).

## Достижения

### Со сборными Италии
- бронзовый призёр чемпионата мира 2022.
- чемпионка Лиги наций 2022.
- чемпионка Европы 2021.
- чемпионка Средиземноморских игр 2013.
- бронзовый призёр чемпионата Европы среди девушек 2007.

### С клубами
- 3-кратная чемпионка Италии — 2015, 2023, 2024;
  - серебряный призёр чемпионата Италии 2022.
- двукратный победитель розыгрышей Кубка Италии — 2016, 2024;
  - серебряный призёр Кубка Италии 2020.
- обладатель Суперкубка Италии 2023.
- чемпионка США (LOVB) 2025.

- победитель Лиги чемпионов ЕКВ 2024.
- победитель розыгрыша Кубка Европейской конфедерации волейбола 2019.
- чемпионка мира среди клубных команд 2022.

### Индивидуальные
- 2007: лучшая нападающая чемпионата Европы среди девушек